# Roscoea australis
Roscoea australis är en enhjärtbladig växtart som beskrevs av Elizabeth Jill Cowley. Roscoea australis ingår i släktet Roscoea och familjen Zingiberaceae. Inga underarter finns listade i Catalogue of Life.